# Rulewo
Rulewo – osada kociewska w Polsce położona w województwie kujawsko-pomorskim, w powiecie świeckim, w gminie Warlubie, przy trasie drogi wojewódzkiej nr 391 i na obszarze Zespołu Parków Krajobrazowych Chełmińskiego i Nadwiślańskiego.
W latach 1975–1998 miejscowość administracyjnie należała do województwa bydgoskiego. Według Narodowego Spisu Powszechnego (III 2011 r.) liczyła 255 mieszkańców. Jest dziewiątą co do wielkości miejscowością gminy Warlubie.
W Rulewie znajduje się pałac klasycystyczny z 1865 r. wzniesiony przez Rudolfa Gustava Theodora Maerckera na fundamentach dworu Pawłowskich. Pałac jest budowlą dwukondygnacyjną, murowaną z cegły i otynkowaną. Pośrodku elewacji frontowej występuje ryzalit, zwieńczony trójkątnym szczytem, gdzie w tympanonie znajduje się kartusz herbowy rodziny Maerckerów. Ryzalit poprzedzony jest portykiem kolumnowym, który podtrzymuje taras pierwszego piętra. W latach 1924–1926 dokonano gruntownego remontu oraz dobudowano do wschodniego skrzydła piętrową przybudówkę. Ostatnim dziedzicem (do stycznia 1945 r.) Rulewa był Rudolf Julius Emil von Maercker. W 1994 r. Agencja Własności Rolnej Skarbu Państwa (AWRSP) sprzedała przejęty od PGR-u pałac prywatnej osobie. Pałac otoczony jest romantycznym parkiem krajobrazowym założonym przez rodzinę Pawłowskich. W parku znajdują się trzy stawki połączone kanałami z mostkiem, grota kamienna i wzgórze widokowe oraz liczne okazy starodrzewu. Najciekawsze to platan argentyński, buk czerwony oraz choina kanadyjska, ale rosną tu również dęby, lipy, jesiony, wiązy, klony i kasztanowce. 1 czerwca 2011, w parku otaczającym pałac, otworzono park linowy, posiadający trasy o dwóch stopniach trudności (niska - łatwiejsza oraz wysoka - trudniejsza). Dodatkowo nad stawem w parku zawieszono kolejkę tyrolską. Ze względu na uszkodzenia spowodowane gwałtownymi burzami w 2021 oraz 2022 roku, park linowy został zamknięty na stałe. Dla najmłodszych postawiono plac zabaw, mini zoo, trampolinę i mały tor przeszkód. Od 1 sierpnia 2011 w pałacu działa hotel Hanza Pałac.